# كلارخان بالا
كلارخان بالا (بالفارسية: کلارخان بالا) هي قرية تقع في Poshtkuh Rural District في إيران. يقدر عدد سكانها بـ 58 نسمة بحسب إحصاء 2016.